# Thủ hiến Lãnh thổ Thủ đô Úc
Thủ hiến Lãnh thổ Thủ đô Úc là người đứng đầu chính phủ của Lãnh thổ Thủ đô Úc, thường là lãnh đạo của đảng lớn nhất trong Hội đồng Lập pháp Lãnh thổ Thủ đô Úc. Khác với như thủ hiến của những bang, lãnh thổ khác của Úc, thủ hiến Lãnh thổ Thủ đô Úc không phải do thống đốc bổ nhiệm mà được Hội đồng Lập pháp bầu ra.
Thủ hiến là thành viên Nội các Quốc gia, trước đó cũng thay mặt Lãnh thổ Thủ đô Úc tại Hội đồng các Chính quyền Úc. Vì Lãnh thổ Thủ đô Úc không tổ chức chính quyền địa phương nên thủ hiến cũng có vai trò giống như thị trưởng của một chính quyền địa phương. Thủ hiến là thành viên Hội đồng các thị trưởng thủ phủ Úc.
Thủ hiến đương nhiệm là Andrew Barr, được Hội đồng Lập pháp bầu vào ngày 11 tháng 12 năm 2014 sau khi Katy Gallagher từ chức.

## Danh sách thủ hiến Lãnh thổ Thủ đô Úc
| No. | Hình | Họ tên Đơn vị bầu cử (Năm sinh – Năm mất)                 | Bầu cử       | Nhiệm kỳ             | Nhiệm kỳ             | Nhiệm kỳ              | Đảng          | Chính phủ   |
| No. | Hình | Họ tên Đơn vị bầu cử (Năm sinh – Năm mất)                 | Bầu cử       | Nhậm chức            | Mãn nhiệm            | Thời gian giữ chức vụ | Đảng          | Chính phủ   |
| --- | ---- | --------------------------------------------------------- | ------------ | -------------------- | -------------------- | --------------------- | ------------- | ----------- |
| 1   |      | Rosemary Follett Nghị sĩ (sinh năm 1948)                  | 1989         | 11 tháng 5 năm 1989  | 5 tháng 12 năm 1989  | 208 ngày              | Đảng Lao động | Follett I   |
| 2   |      | Trevor Kaine Nghị sĩ (1928–2008)                          | —            | 5 tháng 12 năm 1989  | 6 tháng 6 năm 1991   | 1 năm, 183 ngày       | Đảng Tự do    | Kaine       |
| (1) |      | Rosemary Follett Nghị sĩ (sinh năm 1948)                  | —            | 6 tháng 6 năm 1991   | 2 tháng 3 năm 1995   | 3 năm, 269 ngày       | Đảng Lao động | Follett II  |
| (1) | 1992 | Rosemary Follett Nghị sĩ (sinh năm 1948)                  | Follett III  | 6 tháng 6 năm 1991   | 2 tháng 3 năm 1995   | 3 năm, 269 ngày       | Đảng Lao động |             |
| 3   |      | Kate Carnell Nghị sĩ đại diện Molonglo (sinh năm 1955)    | 1995         | 2 tháng 3 năm 1995   | 18 tháng 10 năm 2000 | 5 năm, 230 ngày       | Đảng Tự do    | Carnell I   |
| 3   | 1998 | Kate Carnell Nghị sĩ đại diện Molonglo (sinh năm 1955)    | Carnell II   | 2 tháng 3 năm 1995   | 18 tháng 10 năm 2000 | 5 năm, 230 ngày       | Đảng Tự do    |             |
| 4   |      | Gary Humphries Nghị sĩ đại diện Molonglo (sinh năm 1958)  | —            | 18 tháng 10 năm 2000 | 5 tháng 11 năm 2001  | 1 năm, 18 ngày        | Đảng Tự do    | Humphries   |
| 5   |      | Jon Stanhope Nghị sĩ đại diện Ginninderra (sinh năm 1951) | 2001         | 5 tháng 11 năm 2001  | 12 tháng 5 năm 2011  | 9 năm, 188 ngày       | Đảng Lao động | Stanhope I  |
| 5   | 2004 | Jon Stanhope Nghị sĩ đại diện Ginninderra (sinh năm 1951) | Stanhope II  | 5 tháng 11 năm 2001  | 12 tháng 5 năm 2011  | 9 năm, 188 ngày       | Đảng Lao động |             |
| 5   | 2008 | Jon Stanhope Nghị sĩ đại diện Ginninderra (sinh năm 1951) | Stanhope III | 5 tháng 11 năm 2001  | 12 tháng 5 năm 2011  | 9 năm, 188 ngày       | Đảng Lao động |             |
| 6   |      | Katy Gallagher Nghị sĩ đại diện Molonglo (sinh năm 1970)  | —            | 16 tháng 5 năm 2011  | 11 tháng 12 năm 2014 | 3 năm, 209 ngày       | Đảng Lao động | Gallagher I |
| 6   | 2012 | Katy Gallagher Nghị sĩ đại diện Molonglo (sinh năm 1970)  | Gallagher II | 16 tháng 5 năm 2011  | 11 tháng 12 năm 2014 | 3 năm, 209 ngày       | Đảng Lao động |             |
| 7   |      | Andrew Barr Nghị sĩ đại diện Kurrajong (sinh năm 1973)    | —            | 11 tháng 12 năm 2014 | Đương nhiệm          | 10 năm, 103 ngày      | Đảng Lao động | Barr I      |
| 7   | 2016 | Andrew Barr Nghị sĩ đại diện Kurrajong (sinh năm 1973)    | Barr II      | 11 tháng 12 năm 2014 | Đương nhiệm          | 10 năm, 103 ngày      | Đảng Lao động |             |
| 7   | 2020 | Andrew Barr Nghị sĩ đại diện Kurrajong (sinh năm 1973)    | Barr III     | 11 tháng 12 năm 2014 | Đương nhiệm          | 10 năm, 103 ngày      | Đảng Lao động |             |
| 7   | 2024 | Andrew Barr Nghị sĩ đại diện Kurrajong (sinh năm 1973)    | Barr IV      | 11 tháng 12 năm 2014 | Đương nhiệm          | 10 năm, 103 ngày      | Đảng Lao động |             |